# Okręg wyborczy East Ham
Okręg wyborczy East Ham powstał w 1997 i wysyła do brytyjskiej Izby Gmin jednego deputowanego. Powstał po połączeniu okręgu Newham North East z częścią okręgu Newham South.

## Deputowani do brytyjskiej Izby Gmin z okręgu East Ham
| Wybory | Deputowany    | Partia       |
| ------ | ------------- | ------------ |
| 1997   | Stephen Timms | Partia Pracy |